# Tommy Astill
Thomas „Tommy“ Astill (* 9. Dezember 1889 in Brightside, Sheffield; † 1970) war ein englischer Fußballspieler.

## Karriere
Der aus Sheffield stammende Astill spielte in seiner Heimatstadt im Lokalfußball für Sheffield Douglas, bevor er im November 1908 als Testspieler zu Leeds City kam. Nach einem Einsatz für das Reserveteam in der Midland League wurde er im Dezember 1908 verpflichtet. Astill etablierte sich in der Folge als linker Halbstürmer im Reserveteam, im Oktober 1909 wurde ihm presseseitig attestiert, sich gemeinsam mit Harry Bridgett zu einem „intelligenten linken Sturmpaar zu entwickeln.“
Zu seinem einzigen Pflichtspieleinsatz für die erste Mannschaft von Leeds kam er im März 1910, als er bei einer Partie der Football League Second Division bei Bradford Park Avenue (Endstand 2:4) mit Fred Croot die linke Angriffsseite bildete. Astill blieb noch bis Sommer 1911 bei Leeds und erzielte für das Reserveteam in der Midland League insgesamt 20 Tore, bevor er sich, ebenso wie Leeds-Torhüter Harry Bromage, den in der Midland League spielenden Doncaster Rovers anschloss. In zwei Jahren erzielte er 14 Ligatore und wirkte 1912 am Gewinn des Sheffield & Hallamshire FA Senior Challenge Cups (3:0-Finalsieg gegen die Reserve von Sheffield United) mit. 1913 wechselte er ligaintern weiter zu Mexborough Town. Für Mexborough erzielte er im Verlauf der Saison 1913/14 drei Ligatore, der Klub beendete die Saison auf dem vorletzten Tabellenplatz.